# وانغ بينغ
وانغ بينغ (بالصينية: 王鹏)، من مواليد 16 يونيو 1978 في داليان في الصين، لاعب كرة قدم صيني.
بدأ مسيرته الكروية مع نادي داليان شيد في عام 1996، ولعب معهم حتى عام 2004، وشارك معهم في 178 مباراة وسجل 45 هدف، وفي عام 2005 انتقل إلى نادي سوشوان غوانغجونغ، ولعب معهم 24 مباراة وسجل 8 أهداف، وفي عام 2006 انتقل إلى نادي كسيان تشانبا، وفي عام 2007 انتقل إلى نادي داليان شيد، وهو يلعب معهم حتى الآن.
و هو يلعب مع منتخب الصين لكرة القدم.

## روابط خارجية
- وانغ بينغ على موقع ناشيونال فوتبول تيمز (الإنجليزية)